# Ken Leslie
Kenneth Alvin Leslie, detto Ken (San Francisco, 18 novembre 1925 – 12 gennaio 2000), è stato un cestista e allenatore di pallacanestro statunitense.

## Carriera
Con gli Stati Uniti ha disputato i Giochi panamericani di Buenos Aires 1951 e quelli di Città del Messico 1955, vincendo due medaglie d'oro.